# Offutt Air Force Base
Offutt Air Force Base est une base de l'United States Air Force située près de Bellevue et de Omaha dans le Nebraska.

## Histoire
Elle est nommée en l'honneur du pilote Jarvis Offutt, pilote de la Première Guerre mondiale.
Le site accueillit une importante usine de bombardiers pendant la Seconde Guerre mondiale puis lors de la fondation de la base actuelle en 1948 le quartier général du Strategic Air Command pendant la guerre froide
Cette base est actuellement le quartier-général du US Strategic Command, du Air Force Weather Agency, et du 55th Wing (55 WG) du Air Combat Command (ACC).

## Chronologie
- 1894 : fondation de Fort Crook.
- 1921 : aménagement d'un terrain d'aviation à Fort Crook.
- 1924 : le terrain d'aviation est nommé Offutt Field.
- 1940 : l'United States Army Air Corps décide de construire une usine de bombardiers à Fort Crook.
- 1941 : le 14 février, signature du contrat entre le gouvernement et la Glenn L. Martin Company.
- 1941 : le 3 mars, début des travaux de construction de l’usine.
- 1942 : janvier : Glenn L. Martin Company commence la production.
- 1942 : le 8 juin, la fabrication des B-26 tourne à plein régime.
- 1943 : le 26 avril, l’usine reçoit la visite du président Franklin Delano Roosevelt.
- 1943 : en août, débute l’agrandissement de l’usine pour la fabrication des B-29.
- 1944 : le 4 avril, le dernier B-26 sort de la chaîne d’assemblage.
- 1944 : le 24 mai, le premier B-29 sort de la chaîne d’assemblage.
- 1945 : le 18 septembre, arrêt de la production des B-29.
- 1946 : fermeture de l’usine en avril.
- 1948 : création de la base aérienne d'Offutt (Offutt Air Force Base).

- 11 septembre 2001 : le président des États-Unis George W. Bush a tenu une des premières sessions de plusieurs conférences stratégiques pour préparer la réponse aux attentats du 11 septembre 2001 depuis l'un des bunkers de la base.